# Theridion flavonotatum
Theridion flavonotatum là một loài nhện trong họ Theridiidae.
Loài này thuộc chi Theridion. Theridion flavonotatum được Lawrence Becker miêu tả năm 1879.